# Helina czernyi
Helina czernyi este o specie de muște din genul Helina, familia Muscidae, descrisă de Lyneborg în anul 1970. Conform Catalogue of Life specia Helina czernyi nu are subspecii cunoscute.